# Jean Pégot
Pour les articles homonymes, voir Pégot.
Jean Gaudens Pégot ou Jean Gaudens Claude Pégot, né le 6 juin 1774 à Saint-Gaudens en Haute-Garonne et mort le 1er avril 1819 dans cette même ville, est un général français de la Révolution et de l’Empire.

## Biographie

### De Saint-Gaudens à Saint-Domingue, 1774-1806
Engagé volontaire dans le 3e régiment de la Haute-Garonne en 1792 à l'âge de 17 ans, il est l'un des deux seuls généraux d'Empire strictement saint-gaudinois, avec son frère Guillaume Alexandre Thomas Pégot : en effet, ils sont tous les deux nés et morts à Saint-Gaudens. Il est le second fils de Bertrand Pégot, député du tiers état au titre du Comminges et du Nébouzan à l'Assemblée constituante. Il combat dans les Alpes, participe à la prise de Nice ainsi qu'à la fin du siège de Toulon, avant d'aller lutter contre le général espagnol Luis Fermín de Carvajal pendant la campagne de 1794 à 1795 dans les Pyrénées-Orientales. Lassé de ne pas être utilisé dans les combats de la campagne d'Italie, il demande à être mis en disponibilité et ne réintègre l'armée que le 10 juin 1799. Il est blessé au pied sous Fossano et pris dans la reddition de Coni (Cuneo). Il est échangé onze mois plus tard.
Pégot est envoyé à Saint-Domingue, époque à laquelle il est nommé chef de bataillon à la suite de sa belle défense du fort de Jantot, puis il s'illustre lors de la reddition du Cap-Français en décembre 1803. En effet, il défend victorieusement le fort de Breda, si bien que les troupes ennemies sont obligées de le contourner pour avancer. Pégot ne se rend qu'après la reddition aux Anglais du général Rochambeau et, pour son fait d'armes, il reçoit un sabre d'honneur. Il est fait chevalier de la Légion d'honneur le 5 février 1806.

### Général de l'Empire
Chevalier de l'Empire le 25 février 1809, il combat à Walcheren aux Pays-Bas en 1809, en Espagne de novembre 1809 à juin 1810 avant de prendre le commandement du 84e régiment d'infanterie de ligne à Bergame en 1811. C'est en cette qualité qu'il fait la campagne de Russie au cours de laquelle il s'illustre lors de la bataille de la Moskowa, son régiment contre-attaquant victorieusement contre la cavalerie russe et sauvant ainsi le prince Eugène. Il reçoit alors la distinction de commandeur de la Légion d'honneur le 5 février 1813. Promu général de brigade le 1er janvier 1814, (« il y a longtemps que je dois des étrennes à Pégot » dit alors Napoléon), il est atteint de trois balles alors qu'il combat en Italie aux avant-postes de la ligne de bataille. Il est fait chevalier de Saint-Louis par le roi Louis XVIII le 17 septembre 1814. En 1815, il combat au cours de la bataille de Waterloo, où il est à l'extrême limite à droite du champ de bataille, là où les troupes prussiennes attaquent vers 7 heures du soir. Il raccompagne l'armée sur la Loire et est alors mis en demi-solde. Il meurt des suites de ses blessures à Saint-Gaudens le 1er avril 1819, à l'âge de 44 ans.

## Famille
Parmi les descendants de Jean Pégot se trouvent le général Alfred Solard, gouverneur de Lille de 1902 à 1905, son petit-fils et le commandant Raymond Solard, son arrière-petit-fils, déporté résistant (réseau Turma-Vengeance), mort pour la France à Mauthausen le 21 août 1944.

## Hommages
En 1877, à Saint-Gaudens, est édifiée la caserne Jean Pégot abritant le 83e régiment d'infanterie. Celle-ci est détruite à la fin des années 1990 et il ne demeure aujourd'hui qu'un « espace Pégot » et qu'une rue Jean Pégot.

## Titres, distinctions, honneurs
- 25 février 1809 : chevalier de l'Empire
- 5 février 1813 : commandeur de la Légion d'honneur